# 克勞奇鎮區 (伊利諾伊州漢密爾頓縣)
克勞奇鎮區（英語：Crouch Township）是位於美國伊利諾伊州漢密爾頓縣的一個行政鎮區。

## 地方資料
根據2010年美國人口普查的數據，克勞奇鎮區的面積為65.00平方千米，當中陸地面積為64.97平方千米，而水域面積為0.03平方千米。當地共有人口360人，而人口密度為每平方千米5.54人。